# Olympische Sommerspiele 1972/Teilnehmer (Irland)
| Gelbes Symbol für Goldmedaillen mit stilisierten Olympischen Ringen | Graues Symbol für Silbermedaillen mit stilisierten Olympischen Ringen | Braundes Symbol für Bronzemedaillen mit stilisierten Olympischen Ringen |
| ------------------------------------------------------------------- | --------------------------------------------------------------------- | ----------------------------------------------------------------------- |
| —                                                                   | —                                                                     | —                                                                       |

Irland nahm an den Olympischen Sommerspielen 1972 in München mit einer Delegation von 59 Sportlern (51 Männer und acht Frauen) teil. Diese traten in 12 Sportarten bei 54 Wettbewerben an. Der Reiter Ronnie McMahon wurde als Fahnenträger zur Eröffnungsfeier ausgewählt.

## Teilnehmer nach Sportarten

### Boxen
- Neil McLaughlin
Fliegengewicht: 5. Platz
- Michael Dowling
Bantamgewicht: 9. Platz
- Charlie Nash
Leichtgewicht: 5. Platz
- Jim Montague
Halbweltergewicht: 9. Platz
- John Rodgers
Weltergewicht: 9. Platz
- Christopher Elliott
Halbmittelgewicht: 9. Platz

### Fechten
- John Bouchier-Hayes
Florett, Einzel: 1. Runde
Degen, Einzel: 1. Runde

### Gewichtheben
- Frank Rothwell
Mittelschwergewicht: DNF

### Judo
- Anto Clarke
Leichtgewicht: 19. Platz
- Liam Carroll
Halbmittelgewicht: 18. Platz
- Terry Watt
Mittelgewicht: 19. Platz
- Patrick Murphy
Halbschwergewicht: 19. Platz
- Matthew Folan
Schwergewicht: 11. Platz
Offene Klasse: 11. Platz

### Kanu

#### Kanurennsport
Männer
- Howard Watkins
Einer-Kajak, 1000 m: Halbfinale
Zweier-Kajak, 1000 m: 1. Runde (Hoffnungslauf)
- Brendan O’Connell
Zweier-Kajak, 1000 m: 1. Runde (Hoffnungslauf)

Frauen
- Ann McQuaid
Frauen, Einer-Kajak, 500 m: 1. Runde (Hoffnungslauf)

#### Kanuslalom
- Gerry Collins
Einer-Kajak, Slalom: 24. Platz

### Leichtathletik
Männer
- Fanahan McSweeney
400 m: Vorlauf
- Frank Murphy
800 m: Halbfinale
1500 m: Vorlauf
- Mike Keogh
5000 m: Vorlauf
- John Hartnett
5000 m: Vorlauf
- Neil Cusack
10.000 m: Vorlauf
- Danny McDaid
Marathon: 23. Platz
- Desmond McGann
Marathon: 42. Platz
- Donald Walsh
Marathon: 47. Platz
- Edward Leddy
3000 m Hindernis: Vorlauf
- Phil Conway
Kugelstoßen: 27. Platz in der Qualifikation

Frauen
- Mary Tracey
Frauen, 800 m: Vorlauf
Frauen, 1500 m: Vorlauf
- Claire Walsh
Frauen, 800 m: Vorlauf
- Margaret Murphy
Frauen, 100 m Hürden: Vorlauf
Frauen, Fünfkampf: 27. Platz

### Radsport

#### Straße
- Liam Horner
Straßenrennen: 38. Platz
Mannschaftszeitfahren (100 km): 26. Platz
- Kieron McQuaid
Straßenrennen: 40. Platz
Mannschaftszeitfahren (100 km): 26. Platz
- Peter Doyle
Straßenrennen: 69. Platz
Mannschaftszeitfahren (100 km): 26. Platz
- Noel Taggart
Straßenrennen: DNF
Mannschaftszeitfahren (100 km): 26. Platz

### Reiten
- William Buller
Vielseitigkeit, Einzel: 22. Platz
Vielseitigkeit, Mannschaft: 9. Platz
- Ronnie McMahon
Vielseitigkeit, Einzel: 24. Platz
Vielseitigkeit, Mannschaft: 9. Platz
- Patrick Lonolly-Carew
Vielseitigkeit, Einzel: 28. Platz
Vielseitigkeit, Mannschaft: 9. Platz
- William McLernon
Vielseitigkeit, Einzel: DNF
Vielseitigkeit, Mannschaft: 9. Platz

### Rudern
- Seán Drea
Einer: 7. Platz

### Schießen
- William Campbell
Skeet: 52. Platz
- Arthur McMahon
Skeet: 53. Platz
- Dermot Kelly
Trap: 38. Platz
- Gerry Brady
Trap: 42. Platz

### Schwimmen
Männer
- Andrew Hunter
100 m Freistil: Vorlauf
- Brian Clifford
1500 m Freistil: Vorlauf
- Liam Kugel
100 m Brust: Vorlauf
200 m Brust: Vorlauf

Frauen
- Aisling O’Leary
Frauen, 800 m Freistil: Vorlauf
Frauen, 4 × 100 m Freistil: Vorlauf
Frauen, 4 × 100 m Lagen: Vorlauf
- Christine Fulcher
Frauen, 100 m Rücken: Vorlauf
Frauen, 200 m Rücken: Vorlauf
Frauen, 4 × 100 m Freistil: Vorlauf
Frauen, 4 × 100 m Lagen: Vorlauf
- Ann O’Connor
Frauen, 100 m Brust: Vorlauf
Frauen, 200 m Brust: Vorlauf
Frauen, 4 × 100 m Freistil: Vorlauf
Frauen, 4 × 100 m Lagen: Vorlauf
- Brenda McGrory
Frauen, 100 m Schmetterling: Vorlauf
Frauen, 4 × 100 m Freistil: Vorlauf
Frauen, 4 × 100 m Lagen: Vorlauf

### Segeln
- Kevin McLaverty
Finn-Dinghy: 31. Platz
- Harold Cudmore
Flying Dutchman: 17. Platz
- Richard O’Shea
Flying Dutchman: 17. Platz
- David Wilkins
Tempest: 8. Platz
- Sean Whitaker
Tempest: 8. Platz
- Robert Hennessy
Drachen: 16. Platz
- Treen Carson Morris
Drachen: 16. Platz
- Harry Byrne
Drachen: 16. Platz (ab der dritten Wettfahrt)
- Joseph McMenamin
Drachen: 16. Platz (segelte nur die erste und zweite Wettfahrt)